# 3,5-二甲基苯胺
3,5-二甲基苯胺是一种有机化合物，化学式为C6H3(CH3)2NH2，它是二甲基苯胺的同分异构体之一，为无色粘稠液体，可用于合成颜料红149。

## 反应
它和乙酸酐反应，可以得到N-(3,5-二甲基苯基)乙酰胺。